# Chauffeuse (siège)
Pour les articles homonymes, voir Chauffeuse.

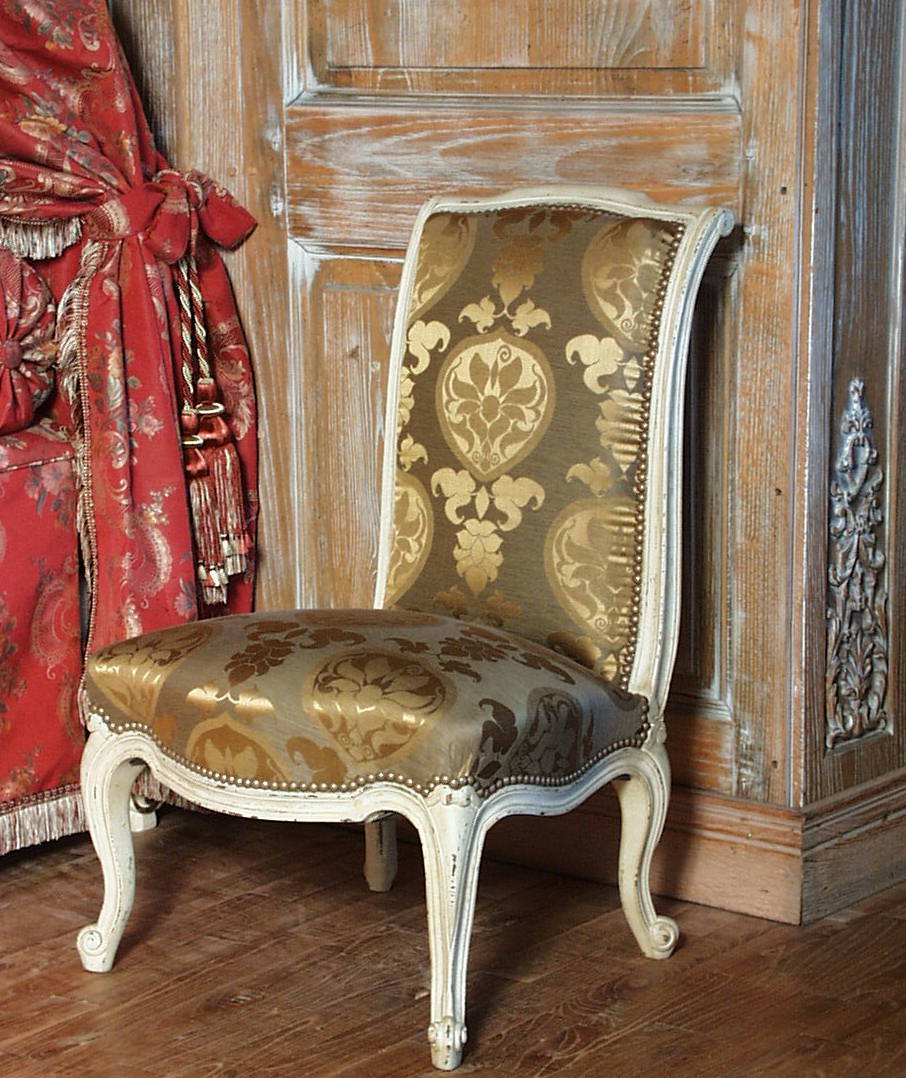
Chauffeuse style Louis XV.

La chauffeuse est une petite chaise basse à haut dossier, assise rembourrée et confortable de l’époque Régence. 
Comme son ancêtre la caquetoire, sa place se situait près d'un feu, d'un four, d'une chaudière. L’assise basse mettait l’occupant au niveau du foyer et le haut dossier cambré l’abritait des courants d’air.   

## Style moderne
- Chauffeuse (Grete Jalk), fabriqué en 1963 pour le monde du  design moderne.
- Chauffeuse Barcelona, fabrication particulière du XXe siècle.
- Chauffeuse classique, sorte de canapé bas à une seule place, très confortable, qui prend place au salon.